# Atletica leggera femminile ai XIV Giochi paralimpici estivi
Ai XIV Giochi paralimpici estivi di Londra 2012 sono stati assegnati 67 titoli nell'atletica leggera paralimpica femminile.

## Nuovi record
| Nuovo record mondiale in    | 8 specialità: | 100m T11, 100m T35, 100m T42, 100m T54, 200m T12, Disco F35, Disco F36, Disco F40 |
| Nuovo record paralimpico in | 3 specialità: | 200m T11, Lungo F37, Lungo F38                                                    |

## Risultati delle gare

### Corse
| Specialità | Categoria | Oro | Risultato | Argento                                                                    | Risultato | Bronzo                                                                                          | Risultato |
| --- | --------- | --- | --------- | -------------------------------------------------------------------------- | --------- | ----------------------------------------------------------------------------------------------- | --------- |
| 100 m | T11       | Terezinha Guilhermina guida: Guilherme Soares de Santana                                                    | 12"01     | Jerusa Geber Santos guida: Luiz Henrique Barboza Da Silva                  | 12"75     | Jhulia Santos guida: Fabio Dias de Oliveira Silva                                               | 12"76     |
| 100 m | T12       | Guohua Zhou guida: Jie Li                                                                                   | 12"05     | Libby Clegg guida: Mikail Huggins                                          | 12"13     | Oksana Boturchuk                                                                                | 12"18     |
| 100 m | T13       | Omara Durand                                                                                                | 12"00     | Ilse Hayes                                                                 | 12"41     | Nantenin Keita                                                                                  | 12"47     |
| 100 m | T34       | Hannah Cockroft                                                                                             | 18"06     | Amy Siemons                                                                | 19"49     | Rosemary Little                                                                                 | 19"95     |
| 100 m | T35       | Liu Ping | 15"44     | Oxana Corso                                                                | 15"94     | Virginia McLachlan                                                                              | 16"42     |
| 100 m | T36       | Elena Ivanova                                                                                               | 14"44     | Jeon Min Jae                                                               | 14"70     | Claudia Nicoleitzik                                                                             | 14"88     |
| 100 m | T37       | Mandy François-Elie                                                                                         | 14"08     | Johanna Benson                                                             | 14"23     | Neda Bahi                                                                                       | 14"36     |
| 100 m | T38       | Margarita Goncharova                                                                                        | 13"45     | Junfei Chen                                                                | 13"53     | Inna Stryzhak                                                                                   | 13"64     |
| 100 m | T42       | Martina Caironi                                                                                             | 15"87     | Kelly Cartwright                                                           | 16.14     | Jana Schmidt                                                                                    | 16.19     |
| 100 m | T44       | Marie-Amelie le Fur                                                                                         | 13"26     | Marlou van Rhijn                                                           | 13"32     | April Holmes                                                                                    | 13"33     |
| 100 m | T46       | Marieke Vervoort                                                                                            | 19"69     | Michelle Stilwell                                                          | 19"80     | Kerry Morgan                                                                                    | 20"68     |
| 100 m | T52       | Yunidis Castillo                                                                                            | 12"01     | Nikol Rodomakina                                                           | 12"49     | Wang Yanping                                                                                    | 12"89     |
| 100 m | T53       | Lisha Huang                                                                                                 | 16"42     | Hongzhuan Zhou                                                             | 16"90     | Angela Ballard                                                                                  | 17"14     |
| 100 m | T54       | Liu Wenjun                                                                                                  | 15"82     | Dong Hongjiao                                                              | 15"86     | Tatyana McFadden                                                                                | 16"15     |
| 200 m | T11       | Terezinha Guilhermina guida: Guilherme Soares de Santana                                                    | 24"82     | Jerusa Geber Santos guida: Luiz Henrique Barboza da Silva                  | 26"32     | Juntingxian Jia guida: Donglin Xu                                                               | 26"33     |
| 200 m | T12       | Assia El Hannouni guida: Gautier Simounet                                                                   | 24"46     | Guohua Zhou guida: Jie Li                                                  | 24"66     | Daqing Zhu guida: Hui Zhang                                                                     | 24"88     |
| 200 m | T34       | Hannah Cockroft                                                                                             | 31"90     | Amy Siemons                                                                | 34"16     | Desiree Vranken                                                                                 | 34"85     |
| 200 m | T35       | Ping Liu | 32"72     | Oxana Corso                                                                | 33"68     | Virginia McLachlan                                                                              | 34"31     |
| 200 m | T36       | Elena Ivanova                                                                                               | 30"25     | Min Jae Jeon                                                               | 31"08     | Claudia Nicoleitzik                                                                             | 32"08     |
| 200 m | T37       | Johanna Benson                                                                                              | 29"26     | Bethany Woodward                                                           | 29"65     | Maria Seifert                                                                                   | 29"86     |
| 200 m | T38       | Chen Junfei                                                                                                 | 27"39     | Margarita Goncharova                                                       | 27"82     | Inna Stryzhak                                                                                   | 28"18     |
| 200 m | T43 - T44 | Marlou van Rhijn (T43)                                                                                      | 26"18     | Marie-Amelie le Fur (T44)                                                  | 26"76     | Katrin Green (T44)                                                                              | 27"53     |
| 200 m | T46       | Yunidis Castillo                                                                                            | 24"45     | Alicja Fiodorow                                                            | 25"49     | Anrune Liebenberg                                                                               | 25"55     |
| 200 m | T52       | Michelle Stilwell                                                                                           | 33"80     | Marieke Vervoort                                                           | 34"83     | Kerry Morgan                                                                                    | 36"49     |
| 200 m | T53       | Huang Lisha                                                                                                 | 29"18     | Angela Ballard                                                             | 29"35     | Zhou Hongzhuan                                                                                  | 29"40     |
| 400 m | T11 - T12 | Assia El Hannouni (T12)                                                                                     | 55"39     | Oksana Boturchuk (T12)                                                     | 55"69     | Daniela Eugenia Velasco Maldonado (T12) guida: Jose Guadalupe Fuentes Ortiz                     | 58"51     |
| 400 m | T13       | Omara Durand                                                                                                | 55"12     | Somaya Bousaid                                                             | 56"83     | Alexandra Dimoglou                                                                              | 56"91     |
| 400 m | T37       | Neda Bahi                                                                                                   | 1'05"86   | Viktoriya Kravchenko                                                       | 1'07"32   | Evgeniya Trushnikova                                                                            | 1'07"35   |
| 400 m | T46       | Yunidis Castillo                                                                                            | 55"72     | Anrune Liebenberg                                                          | 56"65     | Alicja Fiodorow                                                                                 | 58"48     |
| 400 m | T53       | Zhou Hongzhuan                                                                                              | 55"47     | Angela Ballard                                                             | 56"06     | Huang Lisha                                                                                     | 56"87     |
| 400 m | T54       | Tatyana McFadden                                                                                            | 52"97     | Dong Hongjiao                                                              | 55"43     | Edith Wolf                                                                                      | 56"25     |
| 800 m | T53       | Hongzhuan Zhou                                                                                              | 1'52"85   | Lisha Huang                                                                | 1'53"10   | Jessica Galli                                                                                   | 1'53"12   |
| 800 m | T54       | Tatyana McFadden                                                                                            | 1'47"01   | Edith Wolf                                                                 | 1'49"87   | Lihong Zou                                                                                      | 1'50"31   |
| 1500 m | T12       | Elena Pautova (T12)                                                                                         | 4'37"65   | Elena Congost (T12)                                                        | 4'43"53   | Annalisa Minetti (T11) guida: Andrea Giocondi                                                   | 4'48"88   |
| 1500 m | T20       | Barbara Niewiedzial                                                                                         | 4'35"26   | Arleta Meloch                                                              | 4'39"04   | Ilona Biacsi                                                                                    | 4'42"31   |
| 1500 m | T53 - T54 | Tatyana McFadden (T54)                                                                                      | 3'36"42   | Edith Wolf (T54)                                                           | 3'36"78   | Shirley Reilly (T53)                                                                            | 3'37"03   |
| 5000 m | T54       | Edith Wolf                                                                                                  | 12'27"87  | Shirley Reilly                                                             | 12'27"91  | Christie Dawes                                                                                  | 12'28"24  |
| Maratona | T53 - T54 | Shirley Reilly (T53)                                                                                        | 1h46'33"  | Shelly Woods (T54)                                                         | 1h46'34"  | Sandra Graf (T54)                                                                               | 1h46'35"  |
| 4×100 m | T35/T38   | Russia Anastasiya Ovsyannikova (T37) Svetlana Sergeeva (T37) Elena Ivanova (T36) Margarita Goncharova (T38) | 54"86     | Cina Dezhi Xiong (T38) Yuanhang Cao (T37) Ping Liu (T35) Junfei Chen (T38) | 55"65     | Regno Unito Olivia Breen (T38) Bethany Woodward (T37) Katrina Hart (T37) Jenny McLoughlin (T37) | 56"08     |
| record mondiale; record paralimpico; record mondiale stagionale; record africano; record asiatico; record europeo; record nord-centroamericano e caraibico; record sudamericano; record oceaniano; record nazionale; record personale; record personale stagionale. |           | |           |                                                                            |           |                                                                                                 |           |

### Concorsi
| Specialità | Categoria             | Oro                           | Risultato | Argento                       | Risultato | Bronzo                    | Risultato |
| --- | --------------------- | ----------------------------- | --------- | ----------------------------- | --------- | ------------------------- | --------- |
| Salto in lungo | F11 - F12             | Oksana Zubkovska (F12)        | 6,60 m    | Juntingxian Jia (F11)         | 4,73 m    | Anna Kaniuk (F12)         | 5,83 m =  |
| Salto in lungo | F13                   | Ilse Hayes                    | 5,70 m    | Lynda Hamri                   | 5,31 m    | Anthi Karagianni          | 5,16 m    |
| Salto in lungo | F20                   | Karolina Kucharczyk           | 6,00 m    | Krestina Zhukova              | 5,38 m    | Mikela Ristoski           | 5,28 m    |
| Salto in lungo | F37 - F38             | Margarita Goncharova (F38)    | 4,84 m    | Inna Stryzhak (F38)           | 4,79 m    | Yuanhang Cao (F37)        | 4,40 m    |
| Salto in lungo | F42 - F44             | Kelly Cartwright (F42)        | 4,38 m    | Stef Reid (F44)               | 5,28 m    | Marie-Amelie le Fur (F44) | 5,14 m    |
| Salto in lungo | F46                   | Nikol Rodomakina              | 5,63 m    | Carlee Beattie                | 5,57 m    | Jingling Ouyang           | 5,41 m    |
| Getto del peso | F11 - F12             | Assunta Legnante (F11)        | 16,74 m   | Hongxia Tang (F11)            | 12,47 m   | Liangmin Zhang (F11)      | 11,07 m   |
| Getto del peso | F20                   | Ewa Durska                    | 13,80 m   | Anastasiia Mysnyk             | 12,67 m   | Svitlana Kudelya          | 12,24 m   |
| Getto del peso | F32 - F33 - F34       | Birgit Kober (F34)            | 10,25 m   | Louise Ellery (F32)           | 5,90 m    | Maroua Ibrahmi (F32)      | 5,75 m    |
| Getto del peso | F35 - F36             | Mariia Pomazan (F35)          | 12,22 m   | Jun Wang (F35)                | 12,07 m   | Qing Wu (F36)             | 10,64 m   |
| Getto del peso | F37                   | Mi Na                         | 12,20 m   | Xu Qiuping                    | 11,04 m   | Eva Berná                 | 11,00 m   |
| Getto del peso | F40                   | Raoua Tlili                   | 9,86 m    | Menggenjimisu                 | 9,13 m    | Najat El Garaa            | 8,62 m    |
| Getto del peso | F42 - F44             | Juan Yao (F44)                | 13,05 m   | Yue Yang (F44)                | 12,22 m   | Michaela Floeth (F44)     | 12,21 m   |
| Getto del peso | F54 - F55 - F56       | Liwan Yang (F54)              | 7,50 m    | Marianne Buggenhagen (F55)    | 8,32 m    | Angela Madsen (F56)       | 8,88 m    |
| Getto del peso | F57 - F58             | Angeles Ortiz Hernandez (F58) | 11,43 m   | Stela Eneva (F58)             | 11,38 m   | Eucharia Iyiazi (F58)     | 11,11 m   |
| Lancio del disco | F11 - F12             | Liangmin Zhang (F11)          | 40,13 m   | Hongxia Tang (F11)            | 39,91 m   | Claire Williams (F12)     | 39,63 m   |
| Lancio del disco | F35 - F36             | Qing Wu (F36)                 | 28,01 m   | Mariia Mazan (F35)            | 30,12 m   | Katherine Proudfoot (F36) | 25,22 m   |
| Lancio del disco | F37                   | Na Mi                         | 35,35 m   | Qiuping Xu                    | 32,08 m   | Beverley Jones            | 30,99 m   |
| Lancio del disco | F40                   | Najat El Garraa               | 32,37 m   | Raoua Tlili                   | 31,16 m   | Genjimisu Meng            | 30,44 m   |
| Lancio del disco | F51 - F52 - F53       | Josie Pearson (F51)           | 6,58 m    | Catherine O'Neill (F51)       | 5,66 m    | Zena Cole (F51)           | 5,25 m    |
| Lancio del disco | F57 - F58             | Nassima Saifi (F58)           | 40,34 m   | Stela Eneva (F58)             | 36,56 m   | Orla Barry (F57)          | 28,12 m   |
| Lancio del giavellotto | F12 - F13             | Tanja Dragic (F12)            | 42,51 m   | Anna Sorokina (F12)           | 38,79 m   | Natalija Eder (F12)       | 38,03 m   |
| Lancio del giavellotto | F33 - F34 - F52 - F53 | Birgit Kober (F34)            | 27,03 m   | Marie Braemer-Skowronek (F34) | 20,43 m   | Marjaana Huovinen (F34)   | 19,47 m   |
| Lancio del giavellotto | F37 - F38             | Shirlene Coelho (F37)         | 37,86 m   | Jia Qianqian (F37)            | 31,62 m   | Georgia Beikoff (F37)     | 29,84 m   |
| Lancio del giavellotto | F46                   | Katarzyna Piekart             | 41,15 m   | Nataliya Gudkova              | 41,08 m   | Madeleine Hogan           | 38,85 m   |
| Lancio del giavellotto | F54 - F55 - F56       | Yang Liwan (F54)              | 17,89 m   | Hania Aidi (F54)              | 17,40 m   | Martina Willing (F56)     | 23,12 m   |
| Lancio del giavellotto | F57 - F58             | Liu Ming (F57)                | 23,48 m   | Safia Djelal (F58)            | 28,87 m   | Larisa Volik (F57)        | 21,95 m   |
| Lancio della clava | F31 - F32 - F51       | Maroua Ibrahmi (F32)          | 23,43 m   | Mounia Gasmi (F32)            | 22,51 m   | Gemma Prescott (F32)      | 20,50 m   |
| record mondiale; record paralimpico; record mondiale stagionale; record africano; record asiatico; record europeo; record nord-centroamericano e caraibico; record sudamericano; record oceaniano; record nazionale; record personale; record personale stagionale. |                       |                               |           |                               |           |                           |           |